# 八尾機場
八尾機場（日语：／ Yao kūkō */?）是一個位於日本大阪府八尾市的機場。根據日本機場整備法分成第二種機場。本機場為民用機場，但內亦設置陸上自衛隊的八尾駐屯地，供軍用直升機部隊（如中部方面航空隊和第3飛行隊）派駐。
2016年3月26日，一架搭載著4人的小型飛機墜落在此機場跑道上，4人死亡。

## 航空管制
| GND | 121.8MHz            |
| TWR | 124.35MHz、126.2MHz |

## 航空保安無線設施
| 名稱 | 種類    | 周波數   | 識別信號 |
| ---- | ------- | -------- | -------- |
| 八尾 | VOR/DME | 114.6MHz | YOE      |

## 航點
沒有定期航班

## 外部連結
- 八尾機場